# Nova Administrativna Prijestolnica (Egipat)
Nova Administrativna Prijestolnica (New Administrative Capital - NAC) (ar. العاصمة الإدارية الجديدة) je nova urbana zajednica u kairskom guvernatu u Egiptu i satelit grada Kaira. Planirano je da bude novi glavni grad Egipta, a gradi se od 2015. To je najavio tadašnji egipatski ministar stanovanja Mostafa Madbouly na Konferenciji o ekonomskom razvoju Egipta 13. ožujka 2015. Glavni grad se smatra jednim od projekata za ekonomski razvoj, a dio je veće inicijative pod nazivom Egypt Vision 2030.
Novi glavni grad Egipta tek treba dobiti ime. Na web stranici nove prijestolnice pokrenut je natječaj za odabir novog imena i logotipa grada. Ocjenjivački sud sastavljen od stručnjaka ocjenjivao je pristigle prijedloge i odredio najbolji među svim prijedlozima, ali egipatska vlada još nije objavila službene rezultate. U listopadu 2021. godine ministar prometa Kamel al-Wazir nagovijestio je da bi se grad mogao zvati "Masr", što je arapski ekvivalent za "Egipat". Druga predložena imena su među ostalima i "Kemet", "Al Mustaqbal" i "Al Salam".
Novi grad nalazi se 45 kilometara (28 milja) istočno od Kaira i odmah izvan druge veće kairske obilaznice, u uglavnom nerazvijenom području na pola puta do lučkog grada Sueza. Prema planovima, grad će postati nova administrativna i financijska prijestolnica Egipta, u kojoj će se nalaziti glavni vladini odjeli i ministarstva te strana veleposlanstva. Na 700 km2 ukupne površine, očekuje se da će u njemu živjeti 6,5 milijuna ljudi, iako se procjenjuje da bi brojka mogla porasti na sedam milijuna.
Vlada je izjavila da je cilj projekta smanjiti gužve u Kairu koji ima gotovo 20 milijuna stanovnika.

## Planovi
Planirano je da se grad sastoji od vladine administrativne četvrti, diplomatske četvrti, kulturne četvrti (opera i kazališta), središnje poslovne četvrti (CBD), parkova ("Zelena rijeka") i 21 stambene četvrti. NAC se planira graditi u fazama na prostoru od 714 km2.
Neki sadržaji planirani za grad su središnji park, umjetna jezera, oko 2000 obrazovnih ustanova, tehnološki i inovacijski park, 18 bolnica, 1250 džamija i crkava, stadion s 93.440 sjedala koji je u međuvremenu dovršen, 40.000 hotelskih soba, veliki tematski park četiri puta veći od Disneylanda, 90 četvornih kilometara farmi solarne energije i električna željeznička veza s Kairom.
Gradi se kao pametni grad s više od 6000 kamera koje nadziru ulice. Vlasti će koristiti AI za praćenje korištenja vode i gospodarenja otpadom, a stanovnici će moći podnositi pritužbe kroz mobilnu aplikaciju.

### Premještanje državnih institucija
Prvotno je planirano da se parlament, predsjedničke palače, vladina ministarstva i strana veleposlanstva presele u grad između 2020. i 2022., ali zbog kašnjenja u izgradnji i COVID-19 preseljenje više od 30.000 državnih službenika odgođeno je za ožujak 2023. Od 5. svibnja 2023. 14 ministarstava i vladinih tijela preselilo se u Novu Administrativnu Prijestolnicu.
Planirano je da će preseljenje vlade iz Kaira u Novu Administrativnu Prijestolnicu koštati više od 100 milijuna američkih dolara, ali puni trošak i vremenski okvir za cjelokupni projekt još nisu otkriveni.
Razmotrene su povratne informacije o prijašnjim iskustvima preseljenja glavnog grada, među ostalim sastankom s predstavnicima Astane, koja je zamijenila Almaty kao glavni grad Kazahstana 1997.

## Financije i građevinarstvo
Kada je projekt službeno najavljen u ožujku 2015., otkriveno je da je egipatska vojska već počela graditi cestu od Kaira do mjesta buduće prijestolnice.
Predloženi graditelj grada bio je Capital City Partners, privatna tvrtka za ulaganje u nekretnine koju vodi emiratski biznismen Mohamed Alabbar. Ali je u rujnu 2015. Egipat otkazao memorandum o razumijevanju potpisan s Alabbarom, budući da nisu postigli nikakav napredak s predloženim planovima.
Istog mjeseca Egipat je potpisao novi Memorandum o razumijevanju s China State Construction Engineering Corporation (CSCEC) za "proučavanje izgradnje i financiranja" administrativnog dijela novog glavnog grada, koji će uključivati ministarstva, vladine agencije i ured predsjednika. Međutim, CSCEC je 2017. potpisao sporazume s egipatskim vlastima samo o razvoju CBD-a.
To je prepustilo egipatskoj vladi da financira i upravlja većim dijelom izgradnje, osnivanjem Administrative Capital Urban Development Company (ACUD) 21. travnja 2016., egipatskog državnog poduzeća (SOE) čiji su glavni dioničari Ministarstvo obrane (National Service Products Organizacija i Uprava za zemljišne projekte oružanih snaga) koja drži 51% doprinosom u naturi zemljišta, i Uprava za nove urbane zajednice Ministarstva stanovanja (NUCA), koja drži 49% dionica kroz kapitalnu injekciju od 20 milijardi EGP (SAD 2,2 milijarde USD u 2016.) i odobreni kapital od 204 milijarde EGP (22 milijarde USD).

## Značajne građevine

### Džamije i katedrale
U siječnju 2019. predsjednik Abdel Fattah al-Sisi svečano je otvorio Veliku džamiju Al-Fattah al-Aleem i Katedralu Rođenja Kristova.

#### Džamija Al-Fattah al-Aleem
Al-Fattah al-Aleem je mega-džamija, druga najveća te vrste u Egiptu.

#### Islamski kulturni centar (Velika džamija)
Islamski kulturni centar (Velika džamija) najveća je džamija u Africi. Džamija je izgrađena u mamelučkom stilu i nalazi se na brdu s pogledom na Novu administrativnu prijestolnicu kao najveća džamija u Egiptu i treća po veličini na Bliskom istoku.

#### Katedrala Rođenja Kristova
Katedrala Rođenja Kristova je megakatedrala, najveća te vrste u Egiptu i na Bliskom istoku. Katedrala služi koptskoj pravoslavnoj zajednici grada.

### Green River Park
"Zeleni Nil" kako su ga Egipćani zvali dok je nastajao.
Green River Park (također poznat kao Capital Park) je urbani park koji se planira proširiti duž cijelog novog glavnog grada, simbolizirajući rijeku Nil. Očekuje se da će iznositi 35 km2, s ciljem da bude dvostruko veći od njujorškog Central Parka. Početna faza parka bit će prvih 10 kilometra i u izgradnji je.

### Oktogon
Oktogon (Državno središte za strateško vodstvo) novo je sjedište Ministarstva obrane Egipta. Kompleks se smatra najvećim te vrste na Bliskom istoku i jednim od najvećih na svijetu, slično Pentagonu u Sjedinjenim Američkim Državama.

### Međunarodna zračna luka Capital
Međunarodna zračna luka Capital je zračna luka za novi glavni grad Egipta, namijenjena smanjenju pritiska na Međunarodnu zračnu luku Kairo, koja služi Kairu, i Međunarodnu zračnu luku Sphinx, u blizini piramida u Gizi, koja služi Gizi.

### Međunarodni olimpijski grad u Egiptu
Cijeli "grad/selo" izgrađen kao sportski kompleks za moguće kandidature zemlje za Olimpijske igre ili FIFA Svjetsko prvenstvo s više od 22 sportska objekta, jedan od njih je četvrti najveći nogometni stadion na svijetu. Stadion Nove Administrativne Prijestolnice je sportski stadion koji je dio Grada Olimpijskih igara i otvoren je 2024. godine s kapacitetom od preko 93.900 ljudi. To je najveći stadion u Egiptu i drugi najveći u Africi. Očekuje se da će stadion zamijeniti Međunarodni stadion u Kairu kao novi nacionalni stadion.

## Centralni poslovni okrug

### Neboderi i tornjevi u izgradnji

#### Ikonični toranj
Više od 30 nebodera je u izgradnji, uključujući Iconic Tower, koji će biti najveći egipatski i afrički neboder.

### Predloženi budući tornjevi

#### Oblisco Capitale
Oblisco Capitale je planirani i odobreni neboder koji će biti inauguriran 2030. godine. Projektirala ju je egipatska tvrtka za arhitektonsko projektiranje IDIA u obliku faraonskog obeliska, a kada bude gotova, bit će najviša zgrada na svijetu s visinom od 1,000 metara (3,300 ft), nadmašujući najviši toranj na svijetu, Burj Khalifa.

## Prijevoz
Laka željeznica u Kairu (skraćeno LRT) povezuje Kairo s Novom administrativnom prijestolnicom. Linija počinje na postaji Adly Mansour u gradu Al Salam na liniji 3 kairskog metroa i dijeli se na dvije grane u gradu Badr. Jedan ide prema sjeveru, paralelno s kairskom kružnom cestom, do 10. ramazanskog grada, dok drugi skreće na jug prema Novoj administrativnoj prijestolnici. Gradovi na ruti vlaka uključuju Obour, Shorouk i Mostaqbal.

U siječnju 2021. Egipat je potpisao ugovor sa Siemensom za izgradnju brze željezničke linije koja se proteže od grada El Alameina na sjevernom Mediteranu do grada Ain Sokhna na Crvenom moru, prolazeći kroz novi glavni grad i Aleksandriju. Očekuje se da će linija duga 450 km (280 mi) biti gotova do 2023. Kasnije faze od 1,750 km (1.087 mi) mreža velike brzine povezivat će novi glavni grad s gradovima sve do Asuana na jugu Egipta.
Novu administrativnu prijestolnicu opsluživat će nova međunarodna zračna luka Capital. Zračna luka uključuje putnički terminal s trenutnim kapacitetom od 300 putnika na sat, osam parkirališnih mjesta za zrakoplove, 45 uslužnih i administrativnih zgrada, kontrolni toranj i 3,650 m (11.975 ft) uzletno-sletna staza pogodna za prihvat velikih zrakoplova, opremljena rasvjetom i sustavima za automatsko slijetanje. Zračna luka ima površinu od 16 km2 i očekuje se da će djelomično ublažiti pritisak na međunarodnu zračnu luku Kairo i međunarodnu zračnu luku Sphinx.

## Kritike

### Grad za bogate
Mnogi su grad opisali kao izgrađen za visoke klase, a ne za srednje i niže. Očito je da ovo nije prvi put da je egipatska vlada pokušala izgraditi grad izvan delte i doline Nila kako bi ublažila prenaseljenost Kaira. Ali ti drugi gradovi nisu uspjeli u svojoj misiji, jer su se reklamirali visokoj srednjoj i višoj klasi, i to zato što su se stambene jedinice prodavale po visokim cijenama. Kao rezultat toga što ovi gradovi nisu pristupačni većini stanovništva, većina njihovih stambenih jedinica ostaje neprodana.

### Financijske nevolje
Sposobnost egipatske vlade da financira projekt dovedena je u pitanje. Iako je predsjednik Abdel Fattah El-Sisi izjavio da "država neće platiti ni lipe" za novi glavni grad, sredstva iz javne blagajne nastavljaju pritjecati u izgradnju glavnog grada, uključujući i zajmove koje je vlada uzela za financiranje projekta, što je značajno povećalo nacionalni dug nacije. "Predsjednik posuđuje novac iz inozemstva kako bi izgradio golemi grad za bogate, ali siromašni Egipćani i Egipćani srednje klase plaćaju cijenu za megaprojekte kroz poreze, manja ulaganja u socijalne usluge i rezove subvencija, čak i ako je ekonomski razlog za to razvoj događaja je upitan." rekao je Maged Mandour, egipatski politički analitičar.